# سوترا ساندهينرموكانا
أريا- سامدهي - نيرموكانا - سوترا ( بالسنسكريتية ) أو السوترا النبيلة لشرح الأسرار العميقة هي نص بوذي من الماهايانا وأهم سوترا في مدرسة يوجاكارا .  ويحتوي على تفسيرات لمفاهيم يوجاكارا الرئيسية مثل الوعي الأساسي ( ālayavijñāna )، وعقيدة المظهر فقط ( vijñaptimātra ) و"الطبيعة الثلاث الخاصة" ( trisvabhāva ).اعتبر إتيان لاموت هذه السوترا "الرابط بين أدب براجناباراميتا ومدرسة يوجاكارا فيجنانافادا".
تُرجمت هذه السوترا من اللغة السنسكريتية إلى اللغة الصينية أربع مرات، ويُعتبر السوترا الأكثر اكتمالاً وموثوقية من بينها هو السوترا الخاصة بـ Xuanzang .وقد تمت ترجمته أيضًا إلى اللغة التبتية.لم يصل النص السنسكريتي الأصلي إلى يومنا هذا.

## History
يعتقد بعض العلماء أن الطبيعة المجزأة للنسخ المبكرة من الكتاب المقدس قد تمثل محاولات مجزأة للترجمة، وليس أصلًا مركبآ للنص نفسه.  أن الشكل النهائي للنص لم يتم تجميعه قبل القرن الثالث الميلادي، وبحلول القرن الرابع الميلادي بدأ علماء البوذية، وأبرزهم أسانجا، في تأليف تعليقات مهمة على النص. 

## التعليقات
أعتمدت تسمية سوترا سامدينيرموكانا من قبل اليوجاكارا باعتبارها واحدة من الكتب المقدسة الأساسية.بالإضافة إلى ذلك، فقد ألهمت قدرآ مهمآ من الكتابة الإضافية، بما في ذلك المناقشات التي أجراها أسانج، وفاسوباندو ، وشوانزانج، وونتشوك (الصينية التقليدية: 圓測)، ومجموعة كبيرة من الأدب التبتي القائم على كتابات جي تسونغكابا المتعلقة بالكتاب المقدس. 
هناك تعليقان على هذه السوترا منسوبان إلى أسانج، مجموعة اليقينيات ( فينيسكايا-سامجراهاني ) والتعليق على آرياساميدينيرموكانا ( آرياساميدينيرموكانا-بهاسيا ).
هناك تعليق آخر موجود، يُنسب إلى جناناغاربا ، وهو على الفصل الثامن فقط من السوترا، فصل مايتريا، بعنوان " آرياسامينيرموكانا-سوتري-آريا-مايتريا-كيفالا-باريفارتا-بهسيا ".
هناك أيضآ تعليق صيني كبير كتبه وونتشوك ، وهو طالب كوري لشوانزانغ ، والذي يستشهد بالعديد من المصادر ذات الآراء المختلفة. فقدت أجزاء كبيرة من النص الصيني الأصلي، والنسخة الكاملة الوحيدة التي بقيت موجودة في الشريعة التبتية.وفقآ لباورز، " يُعد النص تحفة فنية من المنح الدراسية البوذية التقليدية التي تعتمد على مجموعة واسعة من الأدب البوذي، وتستشهد بالعديد من الآراء المختلفة، وتثير نقاطآ مهمة حول فكر السوترا، وتقدم تفسيرات لكل مصطلح وعبارة تقنية تقريبآ"
في التقاليد التبتية، يوجد تعليق تبتي منسوب إلى Byang chub rdzu 'phrul ، ويعتقد معظم العلماء التبتيين أن هذا يشير إلى Cog-ro Klu'i-rgyal-mtshan (Chokro Lüi Gyaltsen، القرن الثامن). كما يوجد تعليق مؤثر آخر يذكر هذه السوترا (وغيرها مما يعتبر جزءآ من المنعطف الثالث) وهو محيط المعنى النهائي لدولبوبا ( ri chos nges don rgya mtsho ). وهناك أيضآ Legs-bshad-snying-po من تأليف تسونغكابا، والذي يركز على الفصل السابع، وتعليقه من قبل dPal-'byor-lhun-grub.

## الترجمات
- تشين، نايتشين (2023)، سوترا شرح السر العميق: نسخة إنجليزية من كتاب جيه شين مي جينغ الصيني، مترجمة من اللغة السنسكريتية بواسطة الأستاذ شوانزانغ، توسان: ويتمارك، رقم ISBN 9798887470276
- Cleary، Thomas (1995)، Buddhist Yoga : A Comprehensive Course، Boston: Shambhala، ISBN:1570620180
- Keenan، John (2000)، Scripture on the Explication of the Underlying Meaning، Berkeley: Numata Center، ISBN:1886439109
- Lamotte، Etienne (1935)، Samdhinirmocana Sutra: L'explication des Mystères، Paris: Adrien Maisonneuve
- Powers، John (1995)، Wisdom of Buddha : The Samdhinirmochana Sutra، Berkeley: Dharma Publishing، ISBN:089800246X
- Frauwallner، Erich (1969)، Die Philosophie des Buddhismus, pp.284-295 (partial translation, chapters VI and VII)، Frankfurt: Akademie Verlag
- Tillemans، Tom J.F. (1997). "On a Recent Translation of the Samdhinirmocanasutra". Journal of the International Association of Buddhist Studies. ج. 20 ع. 1: 153–164. مؤرشف من الأصل في 2014-02-02. (Review: Powers)

## References
1. ↑  Williams 2004، صفحة 78
2. 1 2  Powers، John (1993)، Hermeneutics and tradition in the Saṃdhinirmocana-sūtra، Brill Academic Publishers، ص. 4–11، ISBN:90-04-09826-7
3. ↑  Powers 2004، صفحة 738

## الأعمال المذكورة
- Powers، John (2004)، "Sandhinirmocana-Sūtra"، في Buswell، Robert E. Jr. (المحرر)، Macmillan Encyclopedia of Buddhism، USA: Macmillan Reference USA، ص. 737–738، ISBN:0-02-865910-4
- Williams، Paul (2004)، Mahayana Buddhism، Bury St. Edmunds, England: Routledge، ص. 78–81، ISBN:0-415-02537-0